# Apithecia reliquifascia
Apithecia reliquifascia là một loài bướm đêm trong họ Geometridae.